# Черкашин Сергій Віталійович
Сергі́й Віта́лійович Черка́шин — майор Збройних сил України, 6-й армійський корпус, 25-та повітряно-десантна бригада.

## З життєпису
У часі війни залучався до проведення операцій зі знищення бойовиків на блокпостах та в місцевостях їх базування. Також брав участь у охороні й обороні військових і цивільних об'єктів, перебував на блокпостах. 24 червня 2014 року в часі мінометного обстрілу блокпоста № 8 зазнав вогнепального осколкового поранення тім'яної ділянки, струсу головного мозку І ступеня.
Станом на березень 2017-го — заступник начальника штабу бригадної артилерійської групи.

## Нагороди
26 липня 2014 року — за особисту мужність і героїзм, виявлені у захисті державного суверенітету та територіальної цілісності України, вірність військовій присязі під час російсько-української війни, капітан Черкашин відзначений — нагороджений орденом Богдана Хмельницького III ступеня.